# 塔纳鹏·披查帕
塔纳鹏·披查帕（英語：Thanaphon Pheechaphat，1991年2月11日—），昵称Pann，是出生于泰国曼谷的泰国男演员兼模特，毕业于隶属泰国法政大学的诗琳通国际理工学院。他是应泰国金牌经纪人素帕猜·斯里维吉之邀才踏入演艺圈，现为泰国第3电视台旗下男艺人。同时，他也是Star Skin Korea和Star Product Thailand的执行董事。

## 影视作品

### 电视剧
- 《月影之下》 饰演 Get
- 《浴火钻石》
- 《MR.很忙》
- 《魔幻时刻》
- 《同一片天空》
- 《情犹注定》 饰演 Chavala Phiriyasak
- 《虎将》
- 《欺心瞒爱》
- 《玛雅魅力》
- 《双生花2021》 饰演 Tae
- 《淘气甜心》

### 舞台剧
| 年份 | 名称             | 角色        | 剧院           |
| ---- | ---------------- | ----------- | -------------- |
| 2016 | ดั่งเม็ดทรายในแผ่นดิน | หมื่น หาญณรงค์ | 泰国国家大剧院 |

## 奖项与提名
- Hotwave Music Award ——决赛[4]